# Raffaele Bendandi
Raffaele Bendandi (ur. 17 października 1893 w Faenza, zm. 3 listopada 1979 tamże) – włoski sejsmolog, autor nieuznawanej w świecie naukowym teorii tłumaczącej naturę i powstawanie trzęsień ziemi. W roku 1959 ogłosił odkrycie planety położonej pomiędzy Merkurym i Słońcem, którą nazwał Faenzą, od nazwy swojego rodzinnego miasta. Był członkiem Włoskiego Towarzystwa Sejsmologicznego.
W 1923 roku zdołał przewidzieć trzęsienie ziemi, do którego doszło we włoskim regionie Marche, a tuż przed śmiercią zapowiedział na podstawie swoich badań, że Rzym zostanie nawiedzony przez trzęsienie ziemi 11 maja 2011 roku. W dniu poprzedzającym rzekome trzęsienie, pomimo zapewnień o braku niebezpieczeństwa ze strony służb państwowych, wielu mieszkańców miasta i przebywających tam turystów w panice wyjechało z miasta. Trzęsienie ziemi w Rzymie nie nastąpiło jednak, choć tego dnia miało miejsce słabe trzęsienie ziemi w południowo-wschodniej Hiszpanii, w wyniku którego zginęło co najmniej 10 osób.